# Rhagio medeae
Rhagio medeae är en tvåvingeart som beskrevs av Iacob 1971. Rhagio medeae ingår i släktet Rhagio och familjen snäppflugor. Inga underarter finns listade i Catalogue of Life.